# Leptura linwenhsini
Leptura linwenhsini es una especie de escarabajo longicornio del género Leptura, categorizada en la tribu Lepturini, de la subfamilia Lepturinae. Fue descrita por N. Ohbayashi & Chou en 2013.

## Descripción
Mide 16,9-18,1 mm de longitud.

## Distribución
Se distribuye por China.